# Весели на Лужњици
Весели на Лужњици (чеш. Veselí nad Lužnicí) град је у Чешкој Републици. Град се налази у управној јединици Јужночешки крај, у оквиру којег припада округу Табор.

## Становништво
Према подацима о броју становника из 2014. године град је имао 6.437 становника.